# Епархия Святого Креста в Париже
Епархия Святого Креста в Париже (лат. Eparchia Sanctae Crucis Lutetiae Parisiorum) — епархия Армянской католической церкви с центром в городе Париж, Франция. Кафедральным собором епархии Святого Креста в Париже является церковь Святого Креста.

## История
22 июля 1960 года Римский папа Иоанн XXIII выпустил буллу Sacratissima, которой учредил Апостольский экзархат Франции для верующих Армянской католической церкви.
30 июня 1986 года Римский папа Иоанн Павел II издал буллу In Petro Apostolorum, которой преобразовал Апостольский экзархат Франции в епархию Святого Креста в Париже.

## Ординарии епархии
- епископ Гарабед Амадуни (22.07.1960 — 1971);
- епископ Григорий Габроян (3.01.1977 — 02.02.2013);
- епископ Жан Тейруз (02.02.2013 — по наст. вр).

## Источник
- Annuario Pontificio, Libreria Editrice Vaticana, Città del Vaticano, 2003, ISBN 88-209-7422-3
- Булла Sacratissima, AAS 53 (1961), стр. 343  (лат.)
- Булла In Petro Apostolorum  (лат.)